# Svetlye
Svetlye är en kulle i Antarktis. Den ligger i Östantarktis. Australien gör anspråk på området. Toppen på Svetlye är 1 195 meter över havet.
Terrängen runt Svetlye är platt åt nordost, men åt sydväst är den kuperad. Trakten är obefolkad. Det finns inga samhällen i närheten.